# Cylindromyrmex boliviae
Cylindromyrmex boliviae é uma espécie de inseto do gênero Cylindromyrmex, pertencente à família Formicidae.